# 新世紀福音戰士 (1996年遊戲)
《新世紀福音戰士》是世嘉1996年3月1日發行的世嘉土星遊戲，根据同名電視動畫《新世紀福音戰士》改編，是一款冒險遊戲。故事介於電視動畫第9集和第10集之間，主人公碇真嗣遭到使徒的精神攻擊而喪失記憶，根据玩家的選擇，故事有不同的展開和結局。此外，1997年2月14日還推出了廉價版，1997年3月7日發行了續篇《新世紀福音戰士 2nd Impression》。